# لودویگ ون برتلنفی
لودویگ فون برتالانفی (انگلیسی: Ludwig von Bertalanffy؛ زاده ۱۹ سپتامبر ۱۹۰۱ درگذشته ۱۲ ژوئن ۱۹۷۲) یک دانشمند زیست‌شناس زاده اتریش بود.